# 夏之芳
夏之芳，字荔園，號筠莊，中國高郵州人，清朝官員，是首位實際兼理臺灣學政的巡臺御史。

## 生平
雍正元年（1723年），夏之芳考中癸卯恩科進士，前往北京宮內擔任教習。雍正二年（1724年），清世宗飭令他參加館試，之後任翰林院檢討。雍正六年（1728年）以欽差御史身分前往台灣巡視兼理學政，並留任一年。他除了負責台灣生員考試外，也重修台灣府志並以古詩詠嘆台灣事物，其記載古台灣的詩集《台灣雜詠百韻》、《台灣巡行詩》，頗有文史價值。

## 家族
- 夏聞政（父）：太學生，曾貤贈文林郎、翰林院庶吉士，倡建育嬰堂、施藥局；於夏之芳應禮闈之試時去世，享年八十五歲[2]:2、39。因他所興建的廳舍於康熙四十五年（1706年）落成時，有十八隻鶴於庭院中翔舞和鳴，時人認為是祥瑞之兆，之後其七子三人中進士，一個舉人，兩個為生員，認為此即瑞鶴之應，而有十八鶴來堂之說[2]:39。後來在嘉慶十二年（1807年）五月又有七隻鶴聚於夏宅，同年夏之芳與夏之蓉皆被舉為鄉賢，入祠祭祀[2]:40。
- 兄弟[2]:39：
  - 夏景萊（兄）：因幼年生病而有足疾。
  - 夏之蓉：雍正十一年（1733年）進士。
  - 夏廷芝：雍正十一年（1733年）進士。
  - 夏之藻：舉人
  - 夏廷萊：生員
  - 夏之蘭：生員
- 子：
  - 夏杏春：乾隆六年（1741年）中舉人[2]:2。